# Amt Mecklenburgische Schweiz
La comunità amministrativa di Mecklenburgische Schweiz (Amt Mecklenburgische Schweiz) si trova nel circondario di Rostock nel Meclemburgo-Pomerania Anteriore, in Germania.

## Suddivisione
Comprende 15 comuni (abitanti il 31 dicembre 2022):
1. Alt Sührkow (385)
2. Dahmen (453)
3. Dalkendorf (244)
4. Groß Roge (594)
5. Groß Wokern (1 011)
6. Groß Wüstenfelde (780)
7. Hohen Demzin (362)
8. Jördenstorf (1 084)
9. Lelkendorf (425)
10. Prebberede (763)
11. Schorssow (450)
12. Schwasdorf (431)
13. Sukow-Levitzow (500)
14. Thürkow (373)
15. Warnkenhagen (310)

Il capoluogo è Teterow, esterna al territorio della comunità amministrativa.